# Reial Orde Victorià

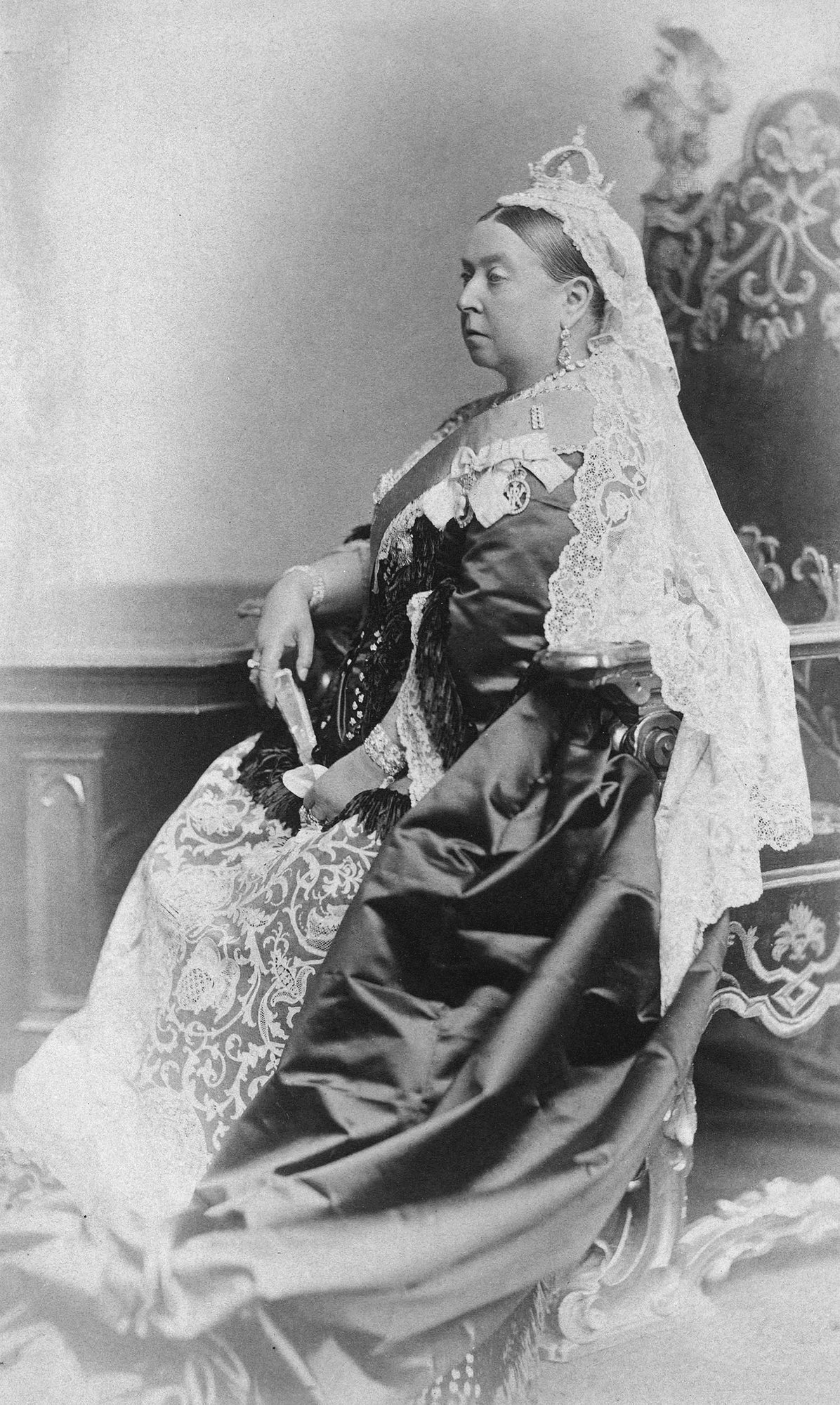
La reina Victòria qui va crear l'orde el 1896

L'Orde reial de Victòria (Royal Victorian Order) forma part del sistema honorífic britànic i de la Commonwealth. Va ser establerta per la reina Victòria l'abril de 1896. S'atorga per decisió del sobirà o sobirana a les persones que desitja distingir, sense consulta prèvia al primer ministre - la qual cosa fou una novetat en el moment de la seva creació.
L'orde està dividida en cinc classes:
- Gran Creu de Cavaller o Dama (Knight/ Dame Grand Cross, abreujat com GCVO)
- Cavaller o Dama Comandant (Knight/ Dame Commander, abreujat com KCVO/DCVO)
- Comandant (Commander, abreujat com CVO)
- Tinent (Liuetenant, abreujat com LVO
- Membre (Member  abreujat com MVO)

Abans de 1984, les persones de les dues darreres categories eren anomenades Members (quinta classe)  i Members (quarta classe) . posteriorment, la reina Isabel II d'Anglaterra va canviar els noms per "Membre" i "Tinent".
A Canadà, només són utilitzades les tres primeres classes. A Austràlia, existeixen totes les classes però, usualment, només són utilitzades les tres primeres classes.
Existeix també la medalla reial de Victòria (Royal Victorian Medal , abreujat com RVM).
Els posseïdors de "Grans creus" i els "Cavallers o Dames Comandants" tenen dret a fer servir el prefix honorífic Sir o Dame, respectivament, davant el seu nom.